# De idioot
De idioot (Russisch: Идиот) is een roman van de Russische schrijver Fjodor Dostojevski uit 1868-1869.

## Verhaal

### Hoofdpersoon
Het hoofdpersonage Ljev Mýsjkin is een 26-jarige vorst uit een oude adellijke familie. Hij is de laatste van de Mýsjkins. Vroeger is de vorst heel erg ziek geweest. Zware aanvallen van epilepsie hadden hem van zijn verstand beroofd. Hij was zijn geheugen kwijt geweest, kon zich niet behoorlijk uitdrukken, begreep niet wat mensen verlangden en had nergens benul van. Meer dan vier jaar had hij in een Zwitsers sanatorium verbleven om te genezen van zijn ziekte. Hij was daar heel gelukkig geweest.
Tegenwoordig is hij nog niet genezen, maar toevallen heeft hij nog zelden. In Rusland kent de vorst niemand. Zijn ouders zijn al twintig jaar dood, zijn pleegvader was twee jaar geleden overleden. Ook zijn financiële situatie is penibel. De vorst begrijpt niets van het leven. Hij kent het stadsleven van Sint-Petersburg niet en van vrouwen weet hij zelfs helemaal niets. Hij is een kunstenaar, een filosoof, een kindervriend en zelf nog een kind. Om deze redenen wordt hij een idioot genoemd.

### Plot
Vorst Mysjkin keert terug naar Rusland. Hij zoekt de familie Jepantsjin op omdat de vrouw des huizes een ver familielid van hem is. Aglája Ivanovna Jepántsjina is de jongste en mooiste dochter van het gezin. Hoewel ze voortdurend overhoop ligt met haar familie, kan het steeds worden bijgelegd. Daar wordt de vorst diep getroffen door het portret van Nastásja Filíppovna Barjasjkova, een wees die wordt onderhouden door een rijke heer. Ze haalt bedenkelijke lieden over de vloer en heeft een slechte reputatie gekregen. De vorst houdt van beide vrouwen, maar op een verschillende manier. Voor Aglaja Ivanovna voelt hij een meer sentimentele liefde, terwijl hij voor Nastasja Filippovna meer een liefde uit medelijden voelt. Hij is echter niet de enige die zijn oog op hen heeft laten vallen en de vrouwen zijn allesbehalve standvastig in hun besluit met wie ze willen trouwen. Aldus geraakt vorst Mysjkin in twee complexe driehoeksverhoudingen.
De vorst heeft nog maar pas een aanzienlijke erfenis gekregen of er dient zich een stelletje oplichters aan die op zijn geld uit zijn. Deze toestanden zijn niet bevorderlijk voor zijn gezondheid. Zijn ziekte is aan het terugkeren. 
Het dilemma van de driekhoeksverhoudingen met Aglaja Ivanovna, evenals Nastasja Filippovna, en de terugkeer van zijn ziekte leidt uiteindelijk tot een meeslepende ontknoping.

## Het traditionele Rusland
Dostojevski hield vast aan het traditionele Rusland. Er werden nieuwe ideeën geïmporteerd vanuit het buitenland, maar hij verzette zich tegen deze vernieuwing. Voor hem waren socialisme en liberalisme allemaal hetzelfde. De socialisten waren niets anders dan de liberale landheren uit de tijd van de lijfeigenschap. Het was niet alleen een aanval op de gevestigde orde, maar op Rusland zelf. De vernieuwers haatten Rusland en gaven af op alles dat Russisch was. Daarom mochten oude adellijke geslachten niet verdwijnen. Zij moesten vooraanstaande en leidende figuren blijven in Rusland.
Dostojevski keerde zich nog feller tegen de Rooms-Katholieke Kerk. De paus streefde naar universele wereldlijke macht zoals het West-Romeinse keizerrijk. Daarvoor had hij het zwaard opgenomen en zich bediend van leugen, list, bedrog, fanatisme, bijgeloof en misdaad. Het katholicisme predikte de Antichrist en was erger dan atheïsme. In Rusland was alleen bij de bevoorrechte kringen het geloof verdwenen, maar in Europa waren al grote massa’s van het volk hun geloof verloren uit haat tegen de Kerk. Atheïsme en socialisme kwamen voort uit het morele verzet tegen het katholicisme. Beide ideologieën wilden de mens redden, niet door Christus, maar door middel van geweld. Jezuïeten werden afgeschilderd als sluw gespuis en bedriegers.
Dostojevski wist heel goed hoe men in Rusland en Europa over elkaar dacht. In Rusland werd Europa beschouwd als beschaafd en in Europa werd Rusland beschouwd als barbaars. Daarom kon het westen gemakkelijk zijn nieuwe ideeën uitvoeren naar Rusland, maar Dostojevski probeerde de rollen om te draaien. Hij wilde de Russen niet langer blootstellen aan westerse invloeden, ze een Russische wereld tonen en de Russische beschaving zelfs naar het westen brengen. Daarvoor had hij een groot en krachtig idee nodig, dat de mensen verbond en stuurde. Dostojevski beriep zich op de Russische gedachte, de Russische God en Christus. Dat betekende liefde voor het Russisch vaderland en de Russisch-Orthodoxe Kerk. Wie zijn vaderland niet liefhad, had ook God niet lief. De Russische Christus was zuiver gebleven, zou in al Zijn glorie verschijnen en zorgen voor de opstanding van het hele mensdom. Er zou een reus verrijzen voor de ogen van de verbaasde wereld. Heel het buitenland, heel Europa was niets anders dan een illusie.

## Vertalingen
- Fjodor Dostojewski, De idioot, vertaald door Jan Jacob Thomson (1922), ISBN 9789020453218
- Fjodor Dostojevski, De idioot, vertaald door Charles B. Timmer (1960), ISBN 904170471X
- Fjodor Dostojevski, De idioot, vertaald door Arthur Langeveld (2013), ISBN 9789028240001

## Verfilmingen
In 1951 maakte Akira Kurosawa de film The idiot gebaseerd op dit boek.